# Daniel Dickopf

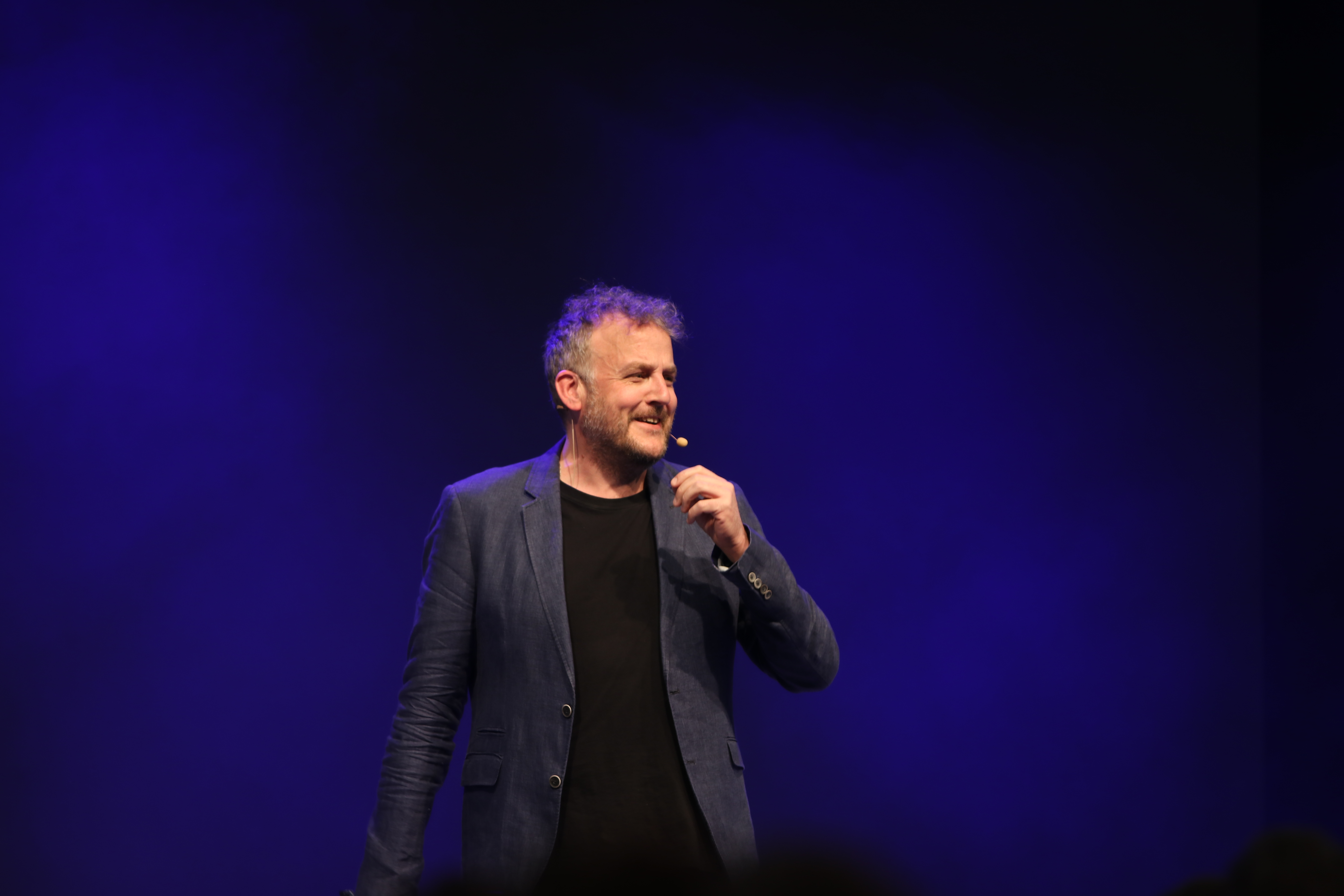
Daniel Dickopf 2017

Daniel „Dän“ Dickopf (* 27. Oktober 1970 in Brühl (Rheinland)) ist ein deutscher Sänger und Songwriter. Er war Mitglied der Band Wise Guys.
Dickopf gehört neben Marc Sahr, Christoph Tettinger, Clemens Tewinkel und Edzard Hüneke zu den Gründungsmitgliedern der Gruppe. Mit Hüneke war er bereits seit seiner Jugend befreundet. Die meisten Lieder der Wise Guys stammen aus Dickopfs Feder. Seit 2017 ist er Mitglied der neu gegründeten A-cappella-Gruppe Alte Bekannte.
Am 12. Dezember 2021 erlitt Dickopf einen Schlaganfall. Dies postete er am 16. Dezember 2021 auf seinem Instagram-Account.
Dickopf ist verheiratet und hat zwei Söhne.

## Diskografie
Neben seinen Liedern mit der Gruppe Wise Guys (siehe dort) hat er mit seinem Bandkollegen Edzard Hüneke auch drei CDs mit Kinderliedern veröffentlicht.
- 2011: Eddi & Dän singen Kinderlieder a cappella, Wise Guys Verlag
- 2013: Eddi & Dän singen neue Kinderlieder a cappella, Wise Guys Verlag
- 2016: Eddi & Dän singen noch mehr neue Kinderlieder a cappella, Wise Guys Verlag

Außerdem erschienen bisher drei Solo-Alben von Dickopf.
- 2020: Erzähl’ mir die Geschichte – Meine Lieblingssongs aus der Wise-Guys-Zeit, Pavement Records
- 2020: DÄNs Kindermusikwelt Vol 1 – Dän singt ganz neue Kinderlieder a cappella, Meinsongbook Verlag GbR
- 2024: DÄNs Kindermusikwelt, Vol. 2 – Dän singt seine allerneusten Kinderlieder a cappella, Meinsongbook Verlag GbR